# Blepharipa fusiformis
Blepharipa fusiformis är en tvåvingeart som först beskrevs av Walker 1849.  Blepharipa fusiformis ingår i släktet Blepharipa och familjen parasitflugor. Inga underarter finns listade i Catalogue of Life.